# Microcos borneensis
Microcos borneensis är en malvaväxtart som beskrevs av Karl Ewald Maximilian Burret. Microcos borneensis ingår i släktet Microcos och familjen malvaväxter. Inga underarter finns listade i Catalogue of Life.